# Sesto Calende
Sesto Calende (lombardul: Sest) település Olaszországban, Varese megyében. Lakosainak száma 10 975 fő (2023. január 1.). Sesto Calende Angera, Cadrezzate con Osmate, Castelletto sopra Ticino, Comabbio, Dormelletto, Golasecca, Mercallo, Taino és Vergiate községekkel határos.

## Népesség
A település népességének változása:
| Lakosok száma | 11 115 | 11 141 | 10 975 |
|               | 2017   | 2018   | 2023   |